# Шумйонца (Любуське воєводство)
Шумйонца (пол. Szumiąca) — село в Польщі, у гміні М'єндзижеч Мендзижецького повіту Любуського воєводства.
Населення — 154 особи (2011).
У 1975-1998 роках село належало до Гожовського воєводства.

## Демографія
Демографічна структура станом на 31 березня 2011 року:
|          | Загалом | Допрацездатний вік | Працездатний вік | Постпрацездатний вік |
| -------- | ------- | ------------------ | ---------------- | -------------------- |
| Чоловіки | 78      | 11                 | 63               | 4                    |
| Жінки    | 76      | 12                 | 43               | 21                   |
| Разом    | 154     | 23                 | 106              | 25                   |